# Hiroyuki Takahashi
Hiroyuki Takahashi (født 6. maj 1983) er en tidligere japansk fodboldspiller.
Han har spillet for flere forskellige klubber i sin karriere, herunder Tokyo Verdy.